# 27896 Tourminator
27896 Tourminator este o planetă minoră (asteroid), cu un diametru de 4,466 km, din centura de asteroizi. A fost descoperită pe 13 iulie 1996 la Astronomické observatórium Modra⁠(d) de Adrián Galád⁠(d) și a fost numită după Peter Sagan⁠(d). 
Obiectul prezintă o orbită caracterizată de o semiaxă mare de 2,9697492 UAi, o excentricitate de 0,09, o înclinație de 11,40749 ° în raport cu ecliptica.